# Archanara algaeoides
Archanara algaeoides là một loài bướm đêm trong họ Noctuidae.